# Passion and Warfare
Passion and Warfare är ett instrumentalt album av gitarristen Steve Vai, utgivet i september 1990. Albumet är ett av Vais mest ansedda och har sålt dubbelt platina, med 18:e plats som bästa placering på Billboard 200. Låten "For the Love of God" hör till Vais mest populära.

## Låtlista
Samtliga låtar skrivna av Steve Vai.
1. "Liberty" - 2:02
2. "Erotic Nightmares" - 4:13
3. "The Animal" - 3:55
4. "Answers" - 2:41
5. "The Riddle" - 6:22
6. "Ballerina 12/24" - 1:45
7. "For the Love of God" - 6:02
8. "The Audience Is Listening" - 5:30
9. "I Would Love To" - 3:40
10. "Blue Powder" - 4:44
11. "Greasy Kid's Stuff" - 2:57
12. "Alien Water Kiss" - 1:10
13. "Sisters" - 4:07
14. "Love Secrets" - 3:35